# Sophie Schmit
Cet article concerne la monteuse de cinéma. Pour les autres personnes portant le même nom, voir Sophie Schmit (homonymie).
Sophie Schmit est une monteuse, réalisatrice, scénariste et productrice française.
Elle a notamment collaboré avec Luc Besson, avec qui elle a aussi été en couple, et avec Patricia Mazuy.

## Filmographie
Sauf indication contraire, les informations mentionnées dans cette section peuvent être confirmées par les bases de données cinématographiques IMDb et Allociné,  présentes dans la section « Liens externes ».

### Comme monteuse
- 1981 : L'Avant dernier (court métrage) de Luc Besson
- 1983 : Le Dernier Combat de Luc Besson
- 1984 : Ne quittez pas (court métrage) d'elle-même
- 1984 : Alea (court métrage) de Francis Lemonnier
- 1985 : Subway de Luc Besson
- 1986 : Taxi Boy d'Alain Page
- 1987 : Des fantômes de nos actions passées... (court métrage) de Marianne Visier[2]
- 1987 : Monsieur Benjamin (téléfilm) de Marie-Hélène Rebois
- 1989 : Peaux de vaches de Patricia Mazuy
- 1990 : L'Ami Giono (mini-série), épisode Ivan Ivanovitch Kossiakoff
- 1991 : Les Secrets professionnels du docteur Apfelglück d'Alessandro Capone, Stéphane Clavier, Hervé Palud, Mathias Ledoux et Thierry Lhermitte
- 1992 : Quelque part vers Conakry de Françoise Ebrard
- 2000 : Microsnake (court métrage) de Lionel Bailliu et Pierre-Yves Mora
- 2000 : Bon Plan de Jérôme Lévy
- 2002 : Oya isola (court métrage) de Sabrina Van Tassel

### Autres fonctions de montage
- 1981 : La Flambeuse de Rachel Weinberg - stagiaire montage
- 1981 : La Fille prodigue de Jacques Doillon - assistante montage
- 1986 : Kamikaze de Didier Grousset - collaboration au montage
- 1987 : Dernier été à Tanger d'Alexandre Arcady - collaboration au montage
- 2002 : Squash (court métrage) de Lionel Bailliu - supervision du montage
- 2004 : Honey Baby de Mika Kaurismäki - collaboration au montage

### Comme réalisatrice
- 1984 : Ne quittez pas (court métrage)
- 1991 : Henri Van Effenterre, un archéologue à Malia (documentaire sur Henri Van Effenterre)[3]
- 1994 : Au-delà des mers bleues (court métrage documentaire)
- 2001 : Belle-Île-en-Mer, un séjour de pointes[Quoi ?][réf. nécessaire]

### Comme scénariste
- 1985 : Subway de Luc Besson
- 1994 : Au-delà des mers bleues (court métrage documentaire) d'elle-même

### Comme productrice
- 1991 : Henri Van Effenterre, un archéologue à Malia (documentaire) d'elle-même[réf. nécessaire]
- 1994 : Au-delà des mers bleues (court métrage documentaire) d'elle-même
- 2001 : Belle-Île en mer, un séjour de pointes[Quoi ?][réf. nécessaire] d'elle-même

### Autres
- 1988 : 36 Fillette de Catherine Breillat - scripte

## Distinction
- 1986 : nomination pour le César du meilleur montage pour Subway